# Combretum igneiflorum
Combretum igneiflorum är en tvåhjärtbladig växtart som beskrevs av Rendón och R.Delgad.. Combretum igneiflorum ingår i släktet Combretum och familjen Combretaceae. Inga underarter finns listade i Catalogue of Life.